# Júlio César Campozano
Júlio César Campozano (* 31. Januar 1986 in Guayaquil) ist ein ehemaliger ecuadorianischer Tennisspieler.

## Karriere
Júlio César Campozano spielte hauptsächlich auf der ATP Challenger Tour und der ITF Future Tour. Er konnte zehn Einzel- und sechs Doppelsiege auf der Future Tour feiern. Auf der Challenger Tour gewann er drei Doppelturniere. Zum 1. April 2013 durchbrach er erstmals die Top 200 der Weltrangliste im Einzel und seine höchste Platzierung war ein 197. Rang im April 2013. Im Doppel durchbrach er erstmals zum 9. Juli 2012 die Top 200 und erreichte als Bestwert den 192. Platz im Juli 2012.
Júlio César Campozano spielte von 2006 bis 2014 für die ecuadorianische Davis-Cup-Mannschaft. Für diese trat er in 18 Begegnungen an, wobei er im Einzel eine Bilanz von 13:12 und im Doppel eine Bilanz von 1:5 erreichte. Sein letztes Spiel auf der Profitour bestritt er im September 2014.

## Erfolge
| Legende (Anzahl der Siege)  |
| Grand Slam                  |
| ATP World Tour Finals       |
| ATP World Tour Masters 1000 |
| ATP World Tour 500          |
| ATP World Tour 250          |
| ATP Challenger Tour (3)     |

### Doppel

#### Turniersiege
| Nr. | Datum             | Turnier       | Belag | Partner            | Finalgegner                          | Ergebnis          |
| --- | ----------------- | ------------- | ----- | ------------------ | ------------------------------------ | ----------------- |
| 1.  | 14. November 2009 | Guayaquil (1) | Sand  | Emilio Gómez       | Andreas Haider-Maurer Lars Pörschke  | 6:72, 6:3, [10:8] |
| 2.  | 26. November 2011 | Guayaquil (2) | Sand  | Roberto Quiroz     | Marcel Felder Rodrigo Antônio Grilli | 6:4, 6:1          |
| 3.  | 7. Juli 2012      | Panama-Stadt  | Sand  | Alejandro González | Daniel Kosakowski Peter Polansky     | 6:4, 7:5          |